# اولیولا
اولیولا (به اسپانیایی: Oliola) یک منطقهٔ مسکونی در اسپانیا است که در نوگورا واقع شده‌است. اولیولا ۸۶٫۳ کیلومتر مربع مساحت دارد.